# Iris staintonii
Iris staintonii är en irisväxtart som beskrevs av Hiroshi Hara. Iris staintonii ingår i släktet irisar, och familjen irisväxter. Inga underarter finns listade i Catalogue of Life.